# 高斯得
高斯得（?—?），本名斯信，字不妄，邛州蒲江（今屬四川）人。
父高稼，叔父魏了翁。早年在鹤山书院師從魏了翁、李坤臣學習，坤臣眼瞎，斯得左右扶持之。宝庆元年（1225年），中成都路转运司试，入太學。理宗紹定二年（1229年）進士，授利州路觀察推官，該年赴靖州看望魏了翁。端平二年（1235年）高稼死於沔州，高斯得深入敵區尋得屍骸，奉以归葬。曾佐李心傳修史，参与分修光、宁二帝纪。後因「冬雷封事」忤史嵩之，出通判紹興府，一年後添差通判台州。
淳祐初年，召爲太常博士，遷秘書郎。不久，又以言事出知嚴州。宋度宗時，擢起居舍人，兼國史院編修官、實錄院檢討官兼侍講，编修敕令及经武要略，官至参知政事。
度宗卒後，因論“似道柄国十五年，浊乱天下”，留夢炎乘间罢之。著有《恥堂文集》，已佚。清初開四庫館，據《永樂大典》輯爲《耻堂存稿》八卷。